# Styphelia violaceospicata
Styphelia violaceospicata là một loài thực vật có hoa trong họ Thạch nam. Loài này được (Guillaumin) McPherson miêu tả khoa học đầu tiên năm 1985.